# Alexandre Parodi
Alexandre Maurice Marie Parodi (Parigi, 1º giugno 1901 – Parigi, 15 marzo 1979) è stato un politico francese.

## Biografia
Tra il 1939 ed il 1940 fu direttore generale del Lavoro. Dopo lo scoppio della seconda guerra mondiale ed il crollo della Francia si allineò alle posizioni di Charles De Gaulle e nel 1944 fu delegato del Governo provvisorio nella Francia occupata. Divenne quindi ministro del Lavoro fino al 1945. Dopo il conflitto fu nominato ambasciatore in Italia. Rappresentò quindi la Francia al Consiglio di Sicurezza delle Nazioni Unite e fu anche rappresentante francese presso la NATO.